# Itambé do Mato Dentro
Itambé do Mato Dentro är en kommun i Brasilien.   Den ligger i delstaten Minas Gerais, i den sydöstra delen av landet, 600 km sydost om huvudstaden Brasília. Antalet invånare är 2 283.
Omgivningarna runt Itambé do Mato Dentro är huvudsakligen savann. Runt Itambé do Mato Dentro är det ganska glesbefolkat, med 47 invånare per kvadratkilometer.